# كيم كوو
كيم كوو (الكورية: 김구) (و. 29 أغسطس 1876 - 26 يونيو 1949) هو سياسي، وكاتب سير ذاتية كوري جنوبي، ولد في هياجو، كان عضوًا في حركة الاستقلال الكورية، توفي في سول، عن عمر يناهز 73 عاماً.

## مناصب
تولى منصب رئيس وزراء كوريا الجنوبية.

## روابط خارجية
- كيم كوو على موقع مونزينجر (الألمانية)